# Chelarctus crosnieri
Chelarctus crosnieri is een tienpotigensoort uit de familie van de Scyllaridae. De wetenschappelijke naam van de soort is voor het eerst geldig gepubliceerd in 2002 door Holthuis.